# Линеене
Линеене се нарича смяната на телесната покривка (хитинова обвивка, кожа, пера, косми, люспи) у животните. Бива възрастова, сезонна и периодична. Обуславя се от нервната система и от хормони. При линеене селскостопанските животни се поставят на съответен режим. Обновяването на хитиновия скелет е тежък период от живота на членестоногите, тъй като е свързан със значителни разходи на енергия и вещества.
Отвън тялото на членестоногите е покрито с хитинова кутикула, която е много твърда и неразтеглива. Тя служи за защита от механични и химични увреждания и за залавяне на мускулите, с които се извършват движенията. Кутикулата не позволява тялото да нараства. Затова членестоногите растат, като линеят. На мястото на старата се образува нова кутикула, която е мека и еластична и не пречи на растежа. За кратко време (от няколко часа до няколко дена) кутикулата се втвърдява и растежът спира до следващото линеене.